# Гарячий юпітер

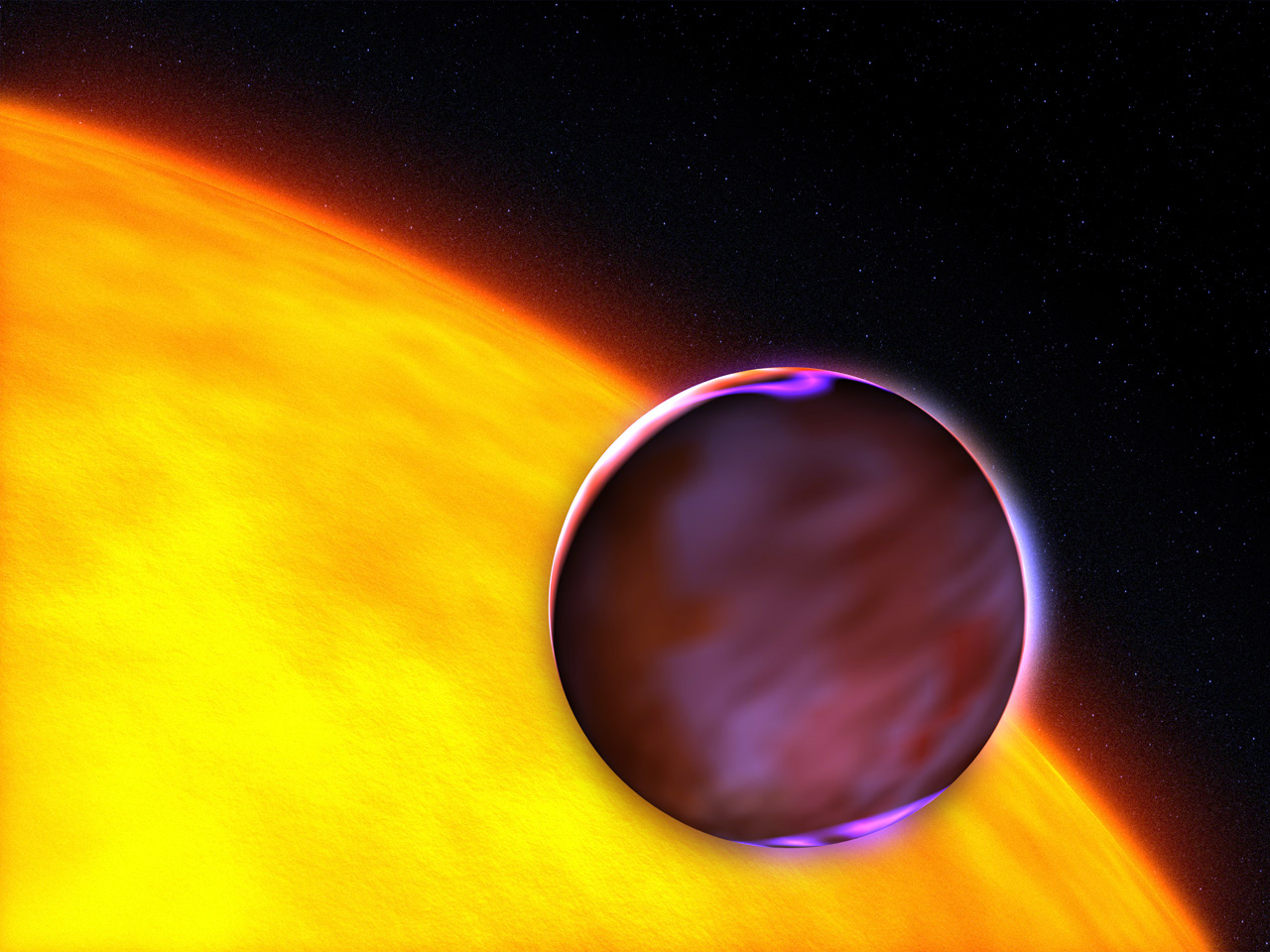
Гаряча позасонячна планета. Художній образ планети XO-1b.

Гарячі юпітери (або гарячі сатурни) — це великі газові планети, схожі за розмірами на Юпітер, але обертаються дуже близько до своїх зір. Через це їхні орбітальні періоди дуже короткі — менше 10 днів, а атмосфери розігріваються до високих температур, що й дало їм таку назву.
Ці екзопланети одні з найлегших для виявлення серед астрономічних об'єктів за допомогою так званого методу променевої швидкості. Коли така масивна планета обертається навколо своєї зорі, вона своєю гравітацією змушує її трохи «хитатися». Це можна помітити за змінами у спектрі зорі, які й фіксують астрономи. Одним із найвідоміших представників цього класу є 51 Пегаса b. Його відкрили у 1995 році, і це була перша екзопланета, знайдена біля зорі, схожої на Сонце. Ця планета обертається навколо своєї зорі всього за 4 дні, що надзвичайно швидко порівняно із Землею, яка робить оберт за 365 днів.

## Загальні характеристики
Хоча гарячі юпітери можуть значно відрізнятися один від одного, у них є кілька спільних особливостей.
- Основними їхніми рисами є велика маса та короткий орбітальний період. Зазвичай їхня маса становить від 0,36 до 11,8 мас Юпітера, а оберт навколо своєї зорі вони здійснюють у проміжку від 1,3 до 111 днів[4]. Але якщо маса такої планети перевищує 13,6 мас Юпітера, то її внутрішній тиск і температура стають достатньо високими, щоб розпочався процес злиття дейтерію (легкого ізотопу водню). У цьому випадку об'єкт уже не буде вважатися планетою, а стане коричневим карликом — проміжною ланкою між планетами та зорями[5].

- Більшість гарячих юпітерів обертаються по майже кругових орбітах. Це пояснюється тим, що з часом на них впливають гравітаційні взаємодії з іншими небесними тілами або припливні сили[6]. Чи залишаться ці планети на своїх стабільних орбітах чи поступово наближатимуться до своєї зорі та зрештою зіштовхуються з нею — залежить від складних взаємодій між еволюцією орбіти та змінами всередині планети. Цей процес включає поступове розсіювання енергії та внутрішні деформації, які з часом змінюють орбітальні параметри планети[7].
- Багато гарячих юпітерів мають дуже низьку густину. Наприклад, одна з найменш щільних екзопланет — TrES-4b(інші мови), чия густина складає лише 0,222 г/см³, що навіть менше, ніж у води. Це означає, що планета виглядає дуже «роздутою», але точні причини цього явища ще не з'ясовані. Вчені вважають, що одна з причин таких великих розмірів гарячих юпітерів полягає в тому, що ці планети отримують величезну кількість енергії від своїх зір. Це нагріває їхні атмосфери, і вони розширюються. Іншою причиною може бути склад атмосфери — вона містить гази, які утримують тепло, що робить атмосферу менш прозорою для тепла, яке вона випромінює назад у космос. Це ще більше сприяє її розширенню. Також є теорія, що деякі гарячі юпітери мають внутрішні джерела енергії, які підігрівають їх зсередини та ще більше розширюють їхні шари. Ще один важливий фактор — це гравітаційний вплив зорі. Деякі з цих планет обертаються настільки близько до своїх зір, що їхні зовнішні шари потрапляють за межі так званої межі Роша[8][9].

## Формування та еволюція

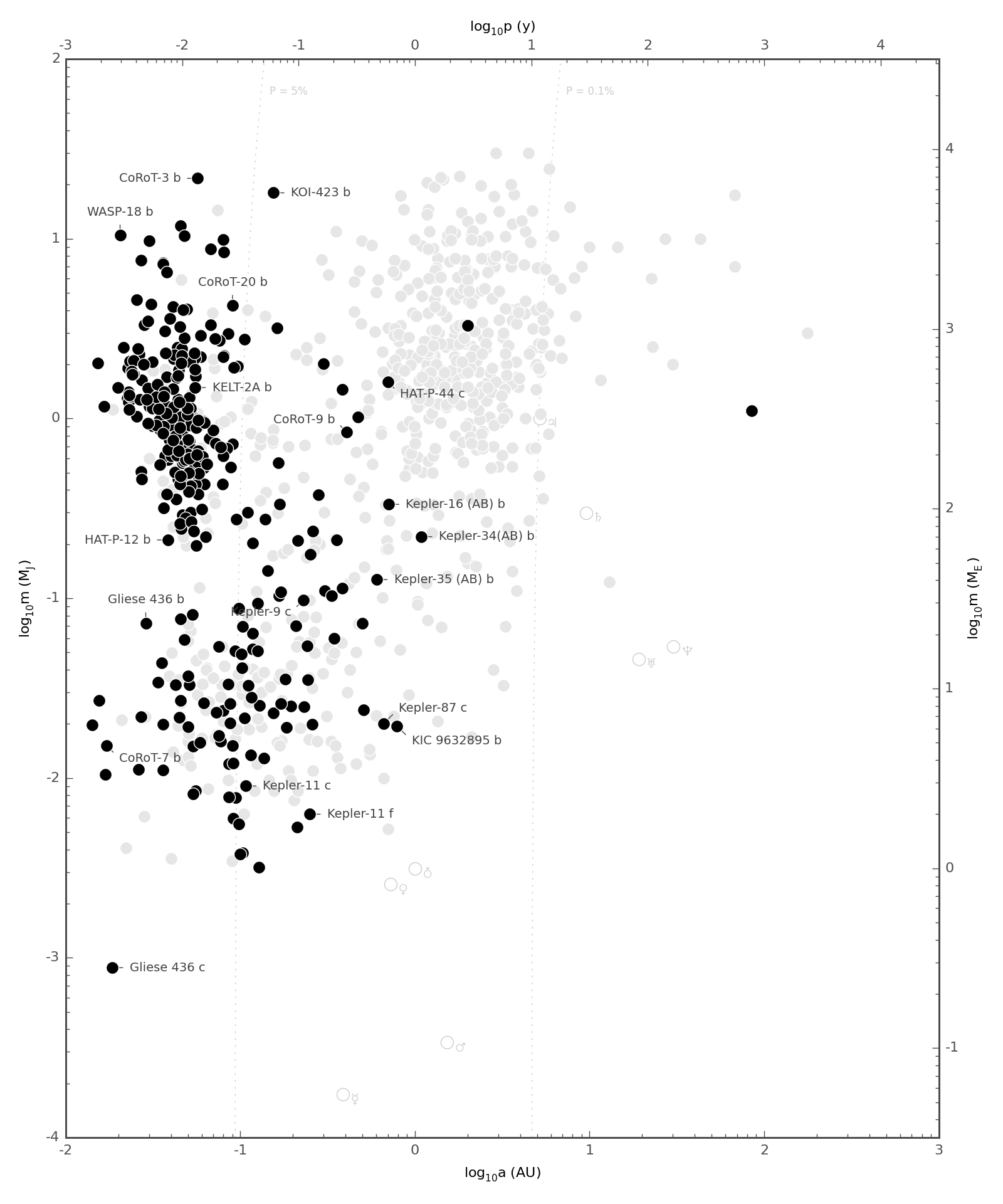
Гарячі Юпітери (вздовж лівого краю, включаючи більшість планет, виявлених транзитним методом, позначені чорними крапками), відкриті до 2 січня 2014 року

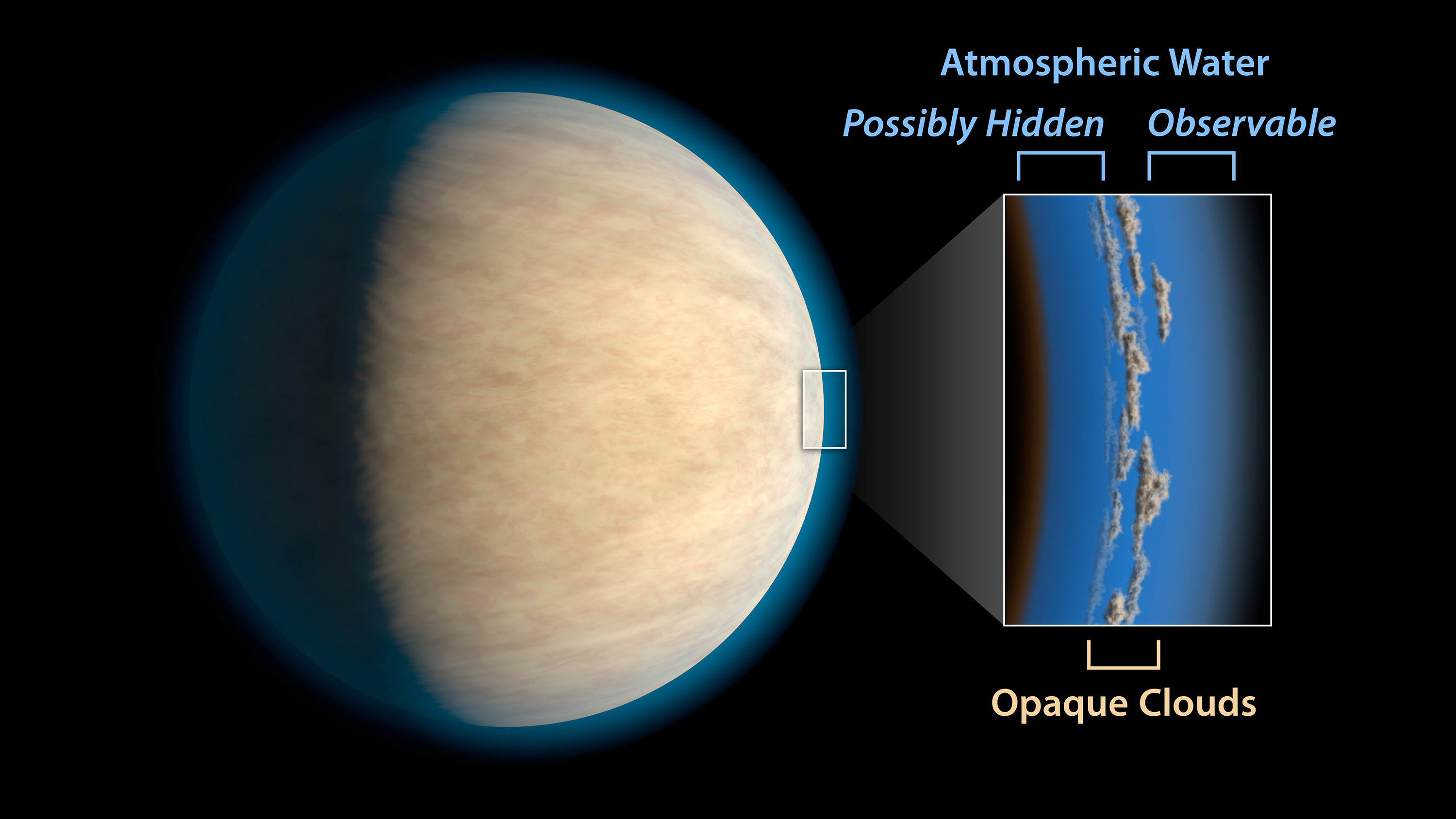
Гарячий Юпітер з прихованою водою.

Існує три основні теорії про те, як могли виникнути гарячі юпітери. Одна з них припускає, що ці планети могли формуватися прямо на своїх нинішніх орбітах, тобто на тих відстанях, на яких ми їх зараз спостерігаємо. Інша теорія говорить, що гарячі юпітери формувалися на більшій відстані від своїх зір, а потім, з часом, мігрували ближче до них. Такий рух міг бути результатом взаємодії планет з газом і пилом, які оберталися навколо зорі під час формування Сонячної системи. Також є ще одна теорія, згідно з якою близьке зіткнення гарячого юпітера з іншим великим космічним об'єктом могла призвести до нестабільності орбіти планети, що в свою чергу змусило її наблизитись до зорі.

### Міграція
У теорії міграції гарячий юпітер формується за сніговою лінією — це зона, де температура достатньо низька для утворення льодів. Планета складається з каменю, льоду та газів через процес акреції ядра, коли матеріал збирається навколо центрального ядра. Спочатку така планета утворюється далеко від своєї зорі, але з часом вона мігрує ближче до зорі, де зрештою стабілізується на своїй орбіті. Міграція планети може відбуватись плавно за допомогою міграції типу II, коли планета поступово змінює свою орбіту, наближаючись до зорі. Однак є й інший сценарій: планета може мігрувати різко, якщо її орбіта стає еліптичною через гравітаційне розсіювання, через зіткнення з іншою великою планетою. Ще одна можливість — це зміна орбіти через резонанс Лідова — Козаї. Для цього процесу необхідна наявність масивного тіла, такого як ще одна планета або супутник, який обертається на більш віддаленій та нахиленій орбіті. Близько 50 % гарячих юпітерів мають супутників масою Юпітера або більших, які можуть впливати на їх орбіту, змінюючи нахил орбіти планети відносно обертання зорі.

### Формування на місці
В альтернативній теорії формування на місці гарячі юпітери не мігрували до своїх зір, а їхні ядра починали як звичайні надземлі, які набирали газові оболонки вже на тих відстанях, на яких ми їх спостерігаємо, перетворюючись на газових гігантів без міграції. Відповідно до цієї теорії, надземлі, які стали ядрами гарячих юпітерів, могли або утворитись на місці, або сформуватися на більших відстанях і пізніше мігрувати до своїх теперішніх орбіт, перш ніж набрати свої газові оболонки. Оскільки надземлі часто мають супутників, гарячі юпітери, що утворюються на місці також повинні мати супутників. Традиційно теорія формування на місці не була популярною, оскільки для того, щоб утворити масивне ядро, необхідне для формування гарячих юпітерів, потрібна висока густина твердих матеріалів — близько 10,000 г/см³ або навіть більше. Однакдослідження показали, що внутрішні області планетних систем часто займають планети типу надземля. Якщо ці надземлі утворювались на більших відстанях і пізніше мігрували ближче до зорі, то формування гарячих юпітерів на місці стає більш ймовірним.

### Втрата атмосфери

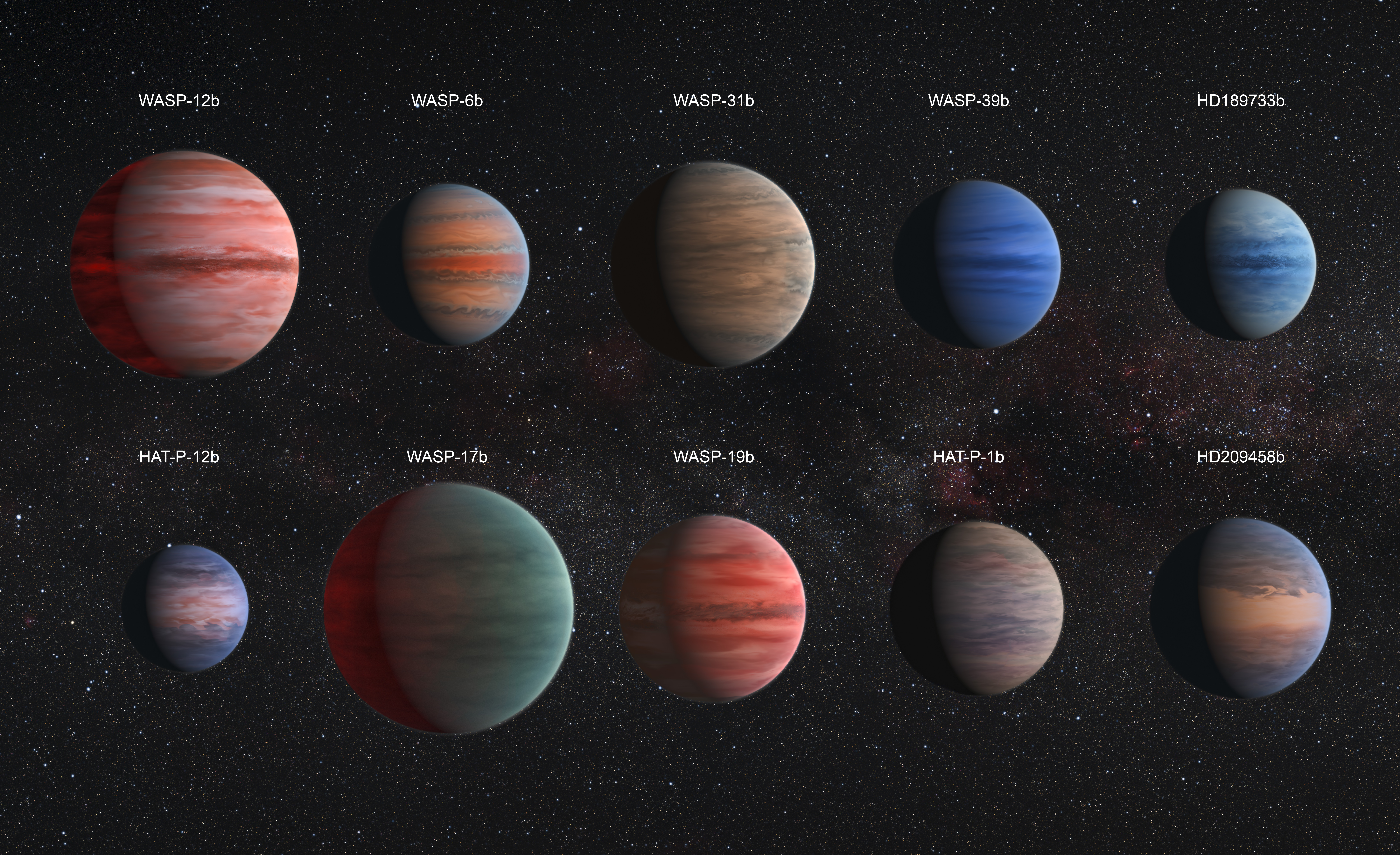
Порівняння екзопланет «гарячих юпітерів» (концепція художника).

Втрата атмосфери гарячого юпітера може призвести до того, що планета перетвориться на хтонічну планету. Це відбувається через гідродинамічну дисипацію, коли гази атмосфери планети вивітрюються через високі температури, що сприяють випаровуванню матеріалу з її зовнішніх шарів. Скільки газу втрачається, залежить від кількох факторів: розміру планети, складу її атмосфери, відстані від зорі та світності зорі. У типовій планетарній системі газовий гігант, який обертається на відстані 0,02 астрономічної одиниці (а.о.) від своєї зорі, втрачає близько 5–7 % своєї маси протягом свого життя. Однак, якщо планета обертається ближче, ніж на 0,015 а.о., це може призвести до того, що значно більша частина її маси випаровується. Такі об'єкти, хоча й залишаються гіпотетичними, досі не були виявлені, і їхня наявність вважається можливим, але ще не підтвердженим явищем.

## Надгарячі юпітери
Надгарячі Юпітери — це тип гарячих юпітерів, на яких температура на стороні, що завжди звернена до зорі, перевищує 2,200 К (1,930 °C; 3,500 °F). При таких температурах молекули атмосфери часто розпадаються на окремі атоми. Потім ці атоми переносяться на нічну сторону планети, де вони знову утворюють молекули через охолодження.
Яскравим прикладом надгарячого Юпітера є TOI-1431b, відкритий Університетом Південного Квінсленду в квітні 2021 року. Ця екзопланета має орбітальний період всього два з половиною дні. Температура на її денній стороні сягає 2,700 К (2,430 °C; 4,400 °F), що робить її гарячішою за 40 % зір у нашій галактиці. Температура на нічній стороні трохи нижча і становить 2,600 К (2,330 °C; 4,220 °F).

## Планети з надкоротким періодом
Планети з надкоротким орбітальним періодом (USP) — це клас планет, орбітальний період яких триває менше одного дня. Такі планети зазвичай обертаються навколо зір, маса яких менша за 1,25 сонячних мас. Серед підтверджених гарячих юпітерів з орбітальними періодами менше одного дня можна виділити такі екзопланети, як WASP-18b, WASP-103 b.

## Супутники
Супутники гарячих юпітерів, згідно з теоретичними дослідженнями, навряд чи існують через кілька факторів. По-перше, малий радіус Хілла — це зона, в якій гравітація планети може утримувати супутників, і вона на цих планетах занадто мала. По-друге, титанові сили зорі, яка обертається навколо планети, здатні дестабілізувати орбіти будь-яких супутників. Цей процес особливо виражений для великих місяців. Тому, для більшості гарячих Юпітерів стабільні супутники будуть маленькими тілами, розміром із астероїди. Проєкт «Hunting for Exomoons with Kepler» висунув припущення, що екзопланета Kepler-1625b може мати супутник Kepler-1625b I, що є рідкісним випадком серед гарячих юпітерів, маса цього супутника дорівнює приблизно масі Нептуна.

## Гарячі юпітери навколо червоних гігантів
Гарячі Юпітери навколо червоних гігантів можуть утворюватися через інтенсивне випромінювання, яке ці планети отримують від своїх зір. Це випромінювання може нагрівати планети, змушуючи їх ставати гарячими Юпітерами. Існує гіпотеза, що в Сонячній системі Юпітер також може стати гарячим юпітером, коли Сонце перетвориться на червоний гігант. Відкриття газових гігантів з дуже низькою густиною, що обертаються навколо червоних гігантів, підтримують цю ідею.
Гарячі Юпітери навколо червоних гігантів будуть відрізнятися від тих, що обертаються навколо зір головної послідовності. Одна з найбільш помітних відмінностей — це можливість акреції матеріалу з зоряного вітру, який може надходити від зір. Крім того, за умови швидкого обертання планети (якщо вона не прив'язана до зорі гравітаційно), тепло може рівномірно розподілятися, створюючи численні вузькосмугові потоки тепла. Виявлення таких планет за допомогою методу транзитів буде значно складнішим через їх малий розмір в порівнянні з зорею, навколо якої вони обертаються, а також через довгий час, який необхідний для того, щоб планета пройшла через зорю або була затемнена нею (це може тривати місяці чи навіть роки).